# (44594) 1999 OX3
1999 أو أكس 3 (ويعرف أيضًا باسم (44594) 1999 أو أكس 3 وفق تسمية الكوكب الصغير) (بالإنجليزية: 1999 OX3)‏ هو كويكب ضمن حزام الكويكبات؛ وترتيبه 44594 من حيث الاكتشاف.
اكتُشف هذا الجُرم الفلكي بواسطة Jean-Marc Petit ‏ في 21 يوليو 1999.

## وصلات خارجية
- (44594) 1999 OX3 في قاعدة بيانات مختبر الدفع النفاث لأجرام النظام الشمسي الصغيرة

- الاكتشاف · مخطط المدار ·  العناصر المدارية · المعلمات المادية

- (44594) 1999 OX3 على موقع ويكي سكاي: DSS2, SDSS, GALEX, IRAS, Hydrogen α, X-Ray, Astrophoto, Sky Map, Articles and images